# Mala Reka, Trgovište
Mala Reka (izvirno srbsko Мала Река) je naselje v Srbiji, ki upravno spada pod Občino Trgovište; slednja pa je del Pčinjskega upravnega okraja.

## Demografija
V naselju živi 19 polnoletnih prebivalcev, pri čemer je njihova povprečna starost 40,7 let (38,0 pri moških in 45,1 pri ženskah). Naselje ima 5 gospodinjstev, pri čemer je povprečno število članov na gospodinjstvo 4,20.
To naselje je popolnoma srbsko (glede na rezultate popisa iz leta 2002), a v času zadnjih treh popisov je opazno zmanjšanje števila prebivalcev.
|  |

| Demografija | Demografija     | Demografija     |
| Leto        | Št. prebivalcev | Št. prebivalcev |
| ----------- | --------------- | --------------- |
|             |                 |                 |
|             |                 |                 |
|             |                 |                 |
|             |                 |                 |
| 1948        | 80              |                 |
| 1953        | 78              |                 |
| 1961        | 71              |                 |
| 1971        | 48              |                 |
| 1981        | 38              |                 |
| 1991        | 31              | 31              |
| 2002        | 21              | 21              |
|             |                 |                 |

| Etnična sestava po popisu iz leta 2002 | Etnična sestava po popisu iz leta 2002 | Etnična sestava po popisu iz leta 2002 | Etnična sestava po popisu iz leta 2002 | Etnična sestava po popisu iz leta 2002 |
| -------------------------------------- | -------------------------------------- | -------------------------------------- | -------------------------------------- | -------------------------------------- |
| Srbi                                   | Srbi                                   |                                        | 21                                     | 100,0%                                 |
| Neznano                                | Neznano                                |                                        | 0                                      | 0,0%                                   |